# Alberto Nadal
Alberto Nadal Belda (Madrid, 30 de enero de 1970) es un economista y político español. Entre el 11 de noviembre de 2016 y el 8 de junio de 2018 fue Secretario de Estado de Presupuestos y Gastos del Ministerio de Hacienda y Función Pública. Es hermano gemelo de Álvaro Nadal, exministro de Energía, Turismo y Agenda Digital de España. Casado con Eva Valle Maestro,  Directora de la Oficina Económica del Presidente, tienen dos hijos.
Es licenciado en Derecho y en Ciencias Económicas y Empresariales por la Universidad Pontificia Comillas (ICADE). Desde 1994 es Técnico Comercial y Economista del Estado.

## Biografía

### Primeros años
Comenzó su carrera profesional en el Ministerio de Economía y Hacienda y ha ocupado cargos en la Dirección General del Tesoro y Política Financiera y como asesor económico del vicepresidente segundo del Gobierno y ministro de Economía y Hacienda. Ha sido director general del Servicio de Estudios del Instituto de Crédito Oficial y en 2003 fue nombrado secretario general de Comercio Exterior,  cargo en el que participó en las negociaciones de la Ronda de DOHA en el seno de la Organización Mundial del Comercio e impulsó en la Unión Europea la negociación de los Acuerdos Comerciales con MERCOSUR.

### Consejero y comercial
Entre 2004-2009 desempeñó el puesto de consejero Económico y Comercial de la Embajada de España en Washington D. C. En 2009 fue nombrado director adjunto a la Secretaría General de la CEOE y en julio de 2011 fue nombrado vicesecretario general de Asuntos Económicos, Laborales e Internacionales de dicha organización. Durante ese periodo fue uno de los negociadores principales del segundo Acuerdo para el Empleo y la Negociación Colectiva 2012-2014 entre CEOE, CEPYME, UGT y CCOO.

### Secretario de Estado de Energía
El 28 de diciembre de 2012 fue nombrado por el Consejo de Ministros secretario de Estado de Energía. En el ejercicio de estas funciones se realizó una reforma completa de todo el sistema energético español. Junto a la reforma eléctrica, se realizó una reforma equivalente en el sector gasista y en el sector del butano que también presentaban un largo historial de déficits acumulados.
Por otra parte, durante estos años las energías renovables continuaron ganando peso en el mix energético español y tras los años de reforma se reanudaron las inversiones en energías renovables pero esta vez a través de un sistema de subastas que garantizaba un impacto mínimo sobre el consumidor.
Ocupó este cargo hasta su designación como secretario de Estado de Presupuestos y Gastos en noviembre de 2016, en el segundo Gobierno de Mariano Rajoy.
Tras años alejado de la primera línea política, en julio de 2025 el presidente del Partido Popular, Alberto Núñez Feijóo, le incorporó a la Ejecutiva nacional para el área económica del partido.